# Fakultativwagen

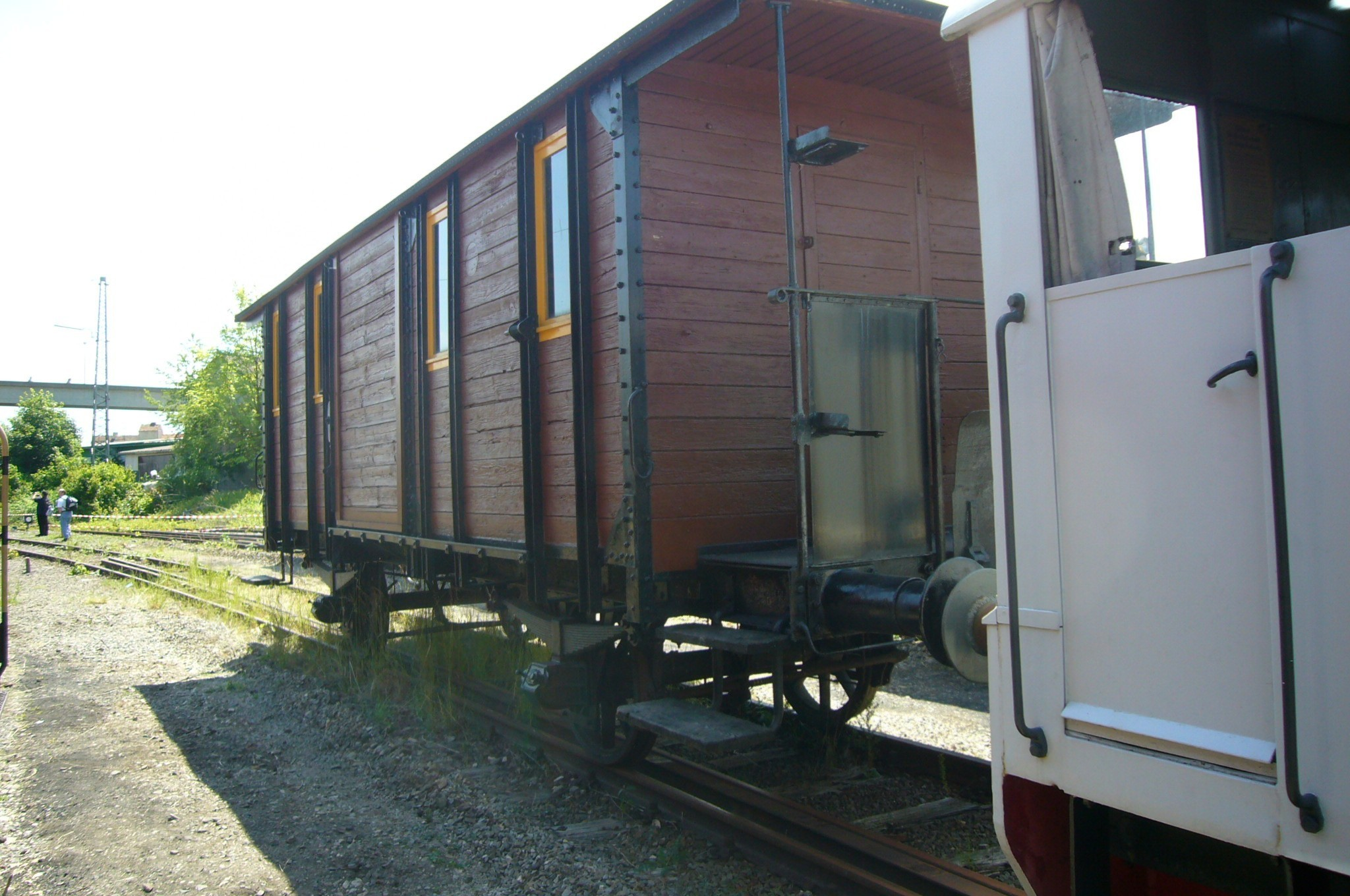
Fakultativwagen im Freigelände des Bayerischen Eisenbahnmuseums in Nördlingen

Ein Fakultativwagen war ein Eisenbahnwagen, der durch Hinzufügen oder Entfernen einiger Teile für verschiedene Einsätze zu verwenden war. In einigen Fällen wurde der ganze Aufbau ausgetauscht.
Die Fakultativwagen (fakultativ = wahlweise) wurden ab 1880 von den deutschen Länderbahnen und von verschiedenen Schweizer Schmalspurbahnen vor allem im ländlichen Raum eingesetzt.
Üblich waren Wagen, die wahlweise als Personen-, Post- oder Güterwagen eingesetzt werden konnten. Als Personenwagen liefen die Fahrzeuge in der dritten oder, sofern (noch) angeboten, auch vierten Wagenklasse und besaßen in der Regel Einstiegsplattformen mit Stirntüren. Für den Einsatz als gedeckte Güterwagen konnten die im Inneren angebrachten Sitzreihen demontiert werden. Zusätzliche seitliche Schiebetüren ermöglichten die Be- und Entladung. Offene Güterwagen konnten in der warmen Jahreszeit zu Sommerwagen umgerüstet werden. 
Bei den deutschen Staatsbahnen waren Fakultativwagen vor allem auf Betreiben des Militärs für den Truppentransport einfacher Soldaten beschafft worden. Aber schon im Ersten Weltkrieg kamen dafür häufig auch gewöhnliche Güterwagen zum Einsatz.
Ansonsten waren Fakultativwagen vor allem bei Bahnen im Einsatz, die saisonale Verkehrsspitzen hatten, wie Bäderverkehr, Wallfahrten oder Volksfeste. 

## Siehe auch

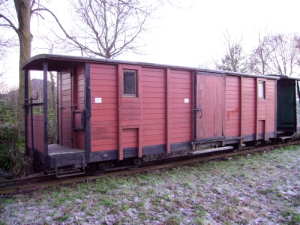
Fakultativwagen Nr. 27 des Deutschen Feld- und Kleinbahnmuseums in Deinste